# Programme national de requalification des quartiers anciens dégradés

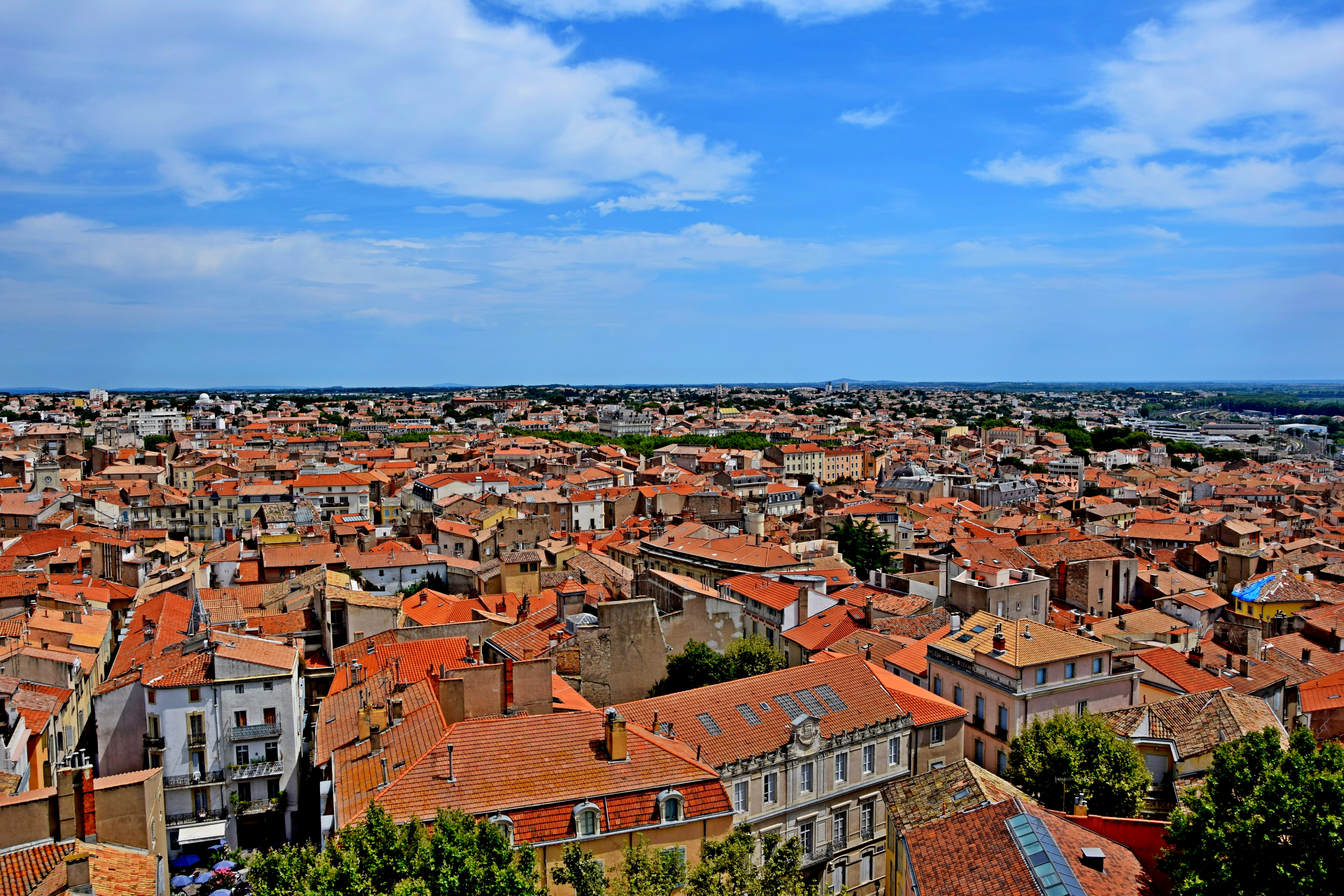
Le centre-ville de Béziers bénéficie du programme.

Le Programme national de requalification des quartiers anciens dégradés, également connu sous le sigle PNRQAD, est un programme de l’Agence nationale pour la rénovation urbaine lancé en 2007 ayant pour objectif la réhabilitation de quartiers dégradés dans les centres anciens de 25 villes en France.
Le programme vise à rénover les logements dégradés ou insalubres, à aménager les espaces publics désinvestis ou déqualifiés, à améliorer les équipements publics de proximité et à mettre en valeur le patrimoine architectural, notamment historique, tout en s’efforçant de maintenir les habitants dans les lieux pour assurer une mixité sociale en limitant la gentrification ou, au contraire, dans le cas des quartiers les plus paupérisés, à attirer des familles issues des classes moyennes par une revalorisation de l’image du territoire.
Les actions engagées devraient permettre une diversification des fonctions urbaines.
Le projet concerne des quartiers médiévaux ayant subi une forte densification (surélévations  comblement des cours), des quartiers des XVIIe et XVIIIe siècles mal entretenus et des rues de faubourgs du XIXe siècle au bâti médiocre. Parmi les territoires retenus, 7 sont situés dans des secteurs sauvegardés, 7 dans des zones de protection du patrimoine urbain et paysager ou des aires de mise en valeur de l’architecture et du patrimoine.
Le plan est doté de 380 000 000 € de subventions dont 150 000 000 € de l’ANRU, 150 000 000 € de l’ANAH et 80 000 000 € de l’État, qui devraient générer 1 500 000 000 €  d’investissements (comprenant la participation des acteurs privés et des collectivités).
Les 25 projets retenus (comprenant au total une trentaine de quartiers) par un décret du 31 décembre 2009 à la suite d’un appel à candidature sont les suivants.
- centre-ville ancien de la commune d'Annonay (Ardèche)
- centre-ville de la commune d'Aubervilliers (Seine-Saint-Denis)
- centre ancien de la commune de Bastia (Haute-Corse)
- quartiers du Petit Bayonne et du Grand Bayonne de la commune de Bayonne (Pyrénées-Atlantiques)
- centre-ville de la commune de Béziers (Hérault)
- cœur de ville de la commune de Bordeaux (Gironde)
- quartier de Vauxhall-Fontinettes de la commune de Calais (Pas-de-Calais)
- centre ancien de la commune de Carpentras (Vaucluse)
- quartier Porte Caraïbe de la commune de Fort-de-France (Martinique)
- centre ancien de la commune du Havre (Seine-Maritime)
- centre-ville de la commune du Puy-en-Velay (Haute-Loire)
- quartier de la route d'Houplines-Octroi des communes d'Armentières et d'Houplines, quartier Simons de la commune de Lille, quartier Bayard de la commune de Tourcoing, quartier du Pile de la commune de Roubaix et quartier Crétinier de la commune de Wattrelos (Nord)
- centre historique de la commune de Marignane (Bouches-du-Rhône)
- centre historique Cathédrale et Saint-Nicolas de la commune de Meaux (Seine-et-Marne)
- quartier Bas-Montreuil et Coutures des communes de Montreuil et de Bagnolet (Seine-Saint-Denis)
- quartier Vernier-Thiers de la commune de Nice (Alpes-Maritimes)
- quartier de la Gare de la commune de Perpignan (Pyrénées-Orientales)
- centre-ville de la commune de Saint-Denis (Seine-Saint-Denis)
- centre ancien de la commune de Saint-Gilles (Gard)
- quartier du Faubourg d'Isle de la commune de Saint-Quentin (Aisne)
- centre ancien de la commune de Sedan (Ardennes)
- quartiers Révolution, Ile Sud et le Quartier Haut de la commune de Sète (Hérault)
- quartier du Bouchon de Champagne de la commune de Troyes (Aube)
- centre ancien de la commune de Valenciennes, quartier La Croix de la commune d'Anzin, centre-ville de la commune de Fresnes-sur-Escaut, centre historique de la commune de Condé-sur-l'Escaut et quartier Le Jard de la commune de Vieux-Condé (Nord)
- centre-ville et du centre ancien de la commune de Villeneuve-Saint-Georges (Val-de-Marne)